# رانا (النرويج)
رانا (باللغة النرويجية: Rana) هي بلدة في محافظة نورد لاند، جنوب الدائرة القطبية الشمالية، في مملكة النرويج. وتبلغ مساحة البلدة حوالي (4460 كم²). تضم رانا العديد من المحميات الطبيعية، وفرع مكتبة النرويج الوطنية.

## وصلات خارجية
- بلدية رانا نسخة محفوظة 22 نوفمبر 2016 على موقع واي باك مشين. (باللغة النرويجية، والإنجليزية)
- موسوعة النرويج (باللغة النرويجية)